# Artabano I
Artabano I da Pártia reinou sobre o Império Parta entre 128 a.C. e 124 a.C.[carece de fontes?] Foi sucessor de seu sobrinho Fraates II, e, assim como seu predecessor, morreu em batalha contra os togários (thogarii) (ou tocarianos, nome comumente associado aos iuechis, que saíram do Gansu no noroeste da China, através do Rio Ili e da província de Issyk-Kul e depois pelo Dayuan [Fergana] até à Báctria).[carece de fontes?]

## Nome
Artabano (Artabanus; Ἁρτάβανος, Artábanos) ou Artabanes (Artabanus; Ἀρταβάνης, Artabanēs) são as formas latina e grega do persa antigo Artabanu (*Arta-bānu), "a glória de Arta". Foi registrado em parta e persa média como Ardavã (em persa médio: 𐭓𐭕𐭐𐭍, Ardawān),, em acadiano como Atarbanus (Atarbanuš), em elamita como Irtabanus (Irtabanuš), em aramaico como Artebenu (‘rtbnw), em lídio como Artabana (Artabãna), em armênio como Artavã (Արտաւան, Artawān) e em persa novo como Ardavã (em persa: اردوان, Ardavan).